# Nõva jõgi
Nõva jõgi (Neveån) är ett 23 km långt vattendrag i Läänemaa i västra Estland. Den har sin mynning i Keipviken i kommunen Nõva vald, 70 km väster om huvudstaden Tallinn. Den har sin källa i sumpmarken Leidissoo i samma kommun. Orten Nõva benämns på estlandssvenska Neve och är en by utmed åns nedre lopp. 
Inlandsklimat råder i trakten. Årsmedeltemperaturen i trakten är 3 °C. Den varmaste månaden är juli, då medeltemperaturen är 17 °C, och den kallaste är januari, med −12 °C.